# Administración electrónica
La e-Administración o Administración electrónica es la incorporación de las tecnologías de la información y la comunicación en la administración pública. Esto tiene dos vertientes: desde un punto de vista intraorganizativo transformar las oficinas tradicionales, convirtiendo los procesos en papel en procesos electrónicos, con el fin de crear una oficina sin papeles y desde una perspectiva de las relaciones externas, habilitar la vía electrónica como un nuevo medio para la relación con el ciudadano y empresas. Es una herramienta con un elevado potencial de mejora de la productividad y simplificación de los diferentes procesos del día a día que se dan en las diferentes organizaciones.

## Definiciones
La definición de la Comisión Europea de la Unión Europea es la siguiente: «La Administración electrónica es el uso de las TIC en las AAPP, combinado con cambios organizativos y nuevas aptitudes, con el fin de mejorar los servicios públicos y los procesos democráticos y reforzar el apoyo a las políticas públicas».
A la administración electrónica circunscrita al ámbito de la Administración de Justicia se la conoce con el término de e-Justicia o justicia electrónica. Ésta tiene una serie de complejidades y elementos específicos que la hacen acreedora de una especial consideración, muy diferenciada de otros ámbitos dentro de la administración electrónica (Jiménez, 2010). Esta perspectiva es recogida por la legislación española a través de su nueva Ley 18/2011, de 5 de julio, reguladora del uso de las tecnologías de la información y la comunicación en la Administración de Justicia, ley que recoge también de forma diferenciada el Esquema Judicial de Interoperabilidad y Seguridad.
La e-Administración alcanza a las comunicaciones internas de una oficina como las comunicaciones entre oficinas de diferentes organizaciones.

## Objetivos
Uno de los objetivos es la introducción de transparencia política y responsabilidad para alcanzar un mejor e-Gobierno dentro de las organizaciones. En Alemania, esta iniciativa tiene un especial interés en las organizaciones gubernamentales, donde la responsabilidad pública tiene una especial preocupación.

## Adopción
Para la puesta en marcha de la e-Administración, es necesario cambiar la mentalidad tradicional de que la organización es el centro de atención, pasando a ser el cliente el centro de todas las actividades de la organización. Se debe introducir sistemas transparentes de trabajo, eliminando la dependencia específica de personas para realizar las diferentes tareas.
La e-Administración se ha visto impulsada por la aparición de las tecnologías de la información y comunicación (teléfono, Internet,...), facilitando a los clientes la interacción con las organizaciones y a los trabajadores flexibilizando las condiciones de trabajo (flexibilidad horaria, teletrabajo, movilidad...) y mejorando dichas condiciones.

## Ventajas
Las ventajas que tiene la e-Administración para los clientes de las organizaciones son:
- Disponibilidad: Se puede interactuar con las organizaciones las 24 horas del día (por teléfono con servicios de atención telefónica o por Internet a través de oficinas virtuales). No es necesario cerñirse a un horario de oficinas. Ya no existen los días festivos.
- Facilidad de acceso: Ya no es necesario acudir a la oficina presencial de la organización para realizar las gestiones, se puede hacer desde cualquier parte del mundo a través del teléfono o Internet. Las oficinas están disponibles para los usuarios en cualquier lugar.
- Ahorro de tiempo: Para realizar una gestión se puede realizar desde casa o cualquier lugar que deseemos, sin la necesidad de tener que desplazarse a la oficina presencial, esperar una cola para ser atendido, la atención (explicación de lo que se desea realizar y realización de dicha actividad), y el regreso a casa. La recepción de documentos es automática una vez realizado el proceso, por lo que los tiempos de espera en las tramitaciones se acortan, al no tener que trasladarse a una oficina o enviar documentos por métodos tradicionales, como el servicio postal, a una oficina central ubicada en otra localidad, en el caso de que aplique.
- Respaldo electrónico: Ya no es necesario tener que imprimir, escanear o fotocopiar todos los documentos para poder tener un respaldo de ellos, sino que son emitidos de manera electrónica de inmediato, evitando así la impresión de papel, lo que contribuye a reducir el impacto ambiental y la huella de carbono.

## En España
En España, la Administración electrónica está plenamente implantada a nivel tanto legal como práctico (según el DESI, tiene la segunda posición en la Unión Europea en servicios públicos digitales).
Las Administraciones públicas tienen la obligación de relacionarse entre ellas de forma electrónica. Además, los trámites administrativos se desarrollan de forma electrónica. Los ciudadanos tienen el derecho a acceder de forma electrónica a los trámites, y las notificaciones se realizan de forma prioritaria por medios electrónicos.